# Red Bull Flugtag
Der Red Bull Flugtag ist eine Werbeveranstaltung für die Getränkemarke Red Bull. Dabei stürzen sich die Teilnehmer in selbstgebauten „Fluggeräten“ von einer Rampe ins darunter liegende Wasser. Neben der erreichten Weite werden auch die Originalität des Geräts und die Performance bewertet.
In bisher 52 Städten in Europa, Nord- und Südamerika, Asien und Neuseeland (darunter Barcelona, Prag, Moskau, London, Chicago, New York, İstanbul, São Paulo, Tel Aviv und Wellington) wurden insgesamt 69 Flugtage veranstaltet (Stand: 1. September 2007). Auch außerhalb des deutschsprachigen Raums trägt die Veranstaltung den Namen Red Bull Flugtag.
Der erste Red Bull Flugtag fand 1992 in Wien statt und wurde dort insgesamt achtmal ausgetragen, zuletzt am 26. September 2021 in der Brigittenauer Bucht.
Die Sieger von Österreich 2021 flogen nur die zweitweiteste Strecke, jedoch begeisterte der detailgetreue Nachbau eines Puch Maxi die Zuschauer und Jury so sehr, dass das Team „Die Flügelmütter“ aus Groß mit 110 Gesamtpunkten den Wettbewerb gewann.
In Deutschland fand der Flugtag bisher viermal in Berlin (1997, 1999, 2001 und 2003), und je einmal in Hamburg (2004), in Köln (2006) und Mainz (2012) statt. Der achte Flugtag in Deutschland fand am 1. Juli 2018 im Europahafen Bremen statt. Der Flugtag am Hamburger Grasbrookhafen im August 2004 zog 250.000 Zuschauer an und trug, zusammen mit dem ersten Besuch der Queen Mary 2 kurz zuvor, wesentlich dazu bei, die noch junge HafenCity ins Bewusstsein der Hamburger zu bringen. Der erste Kölner Flugtag am 10. September 2006 fand auf dem Fühlinger See statt und wurde von etwa 135.000 Zuschauern verfolgt. In Bremen wurde das Spektakel von ca. 50.000 Besuchern verfolgt.
In der Schweiz waren die bisherigen Austragungsorte Zürich (1997 und 2016), Luzern (1999 und 2011), Lausanne (2001, 2021), Basel (2004) und Locarno (2006). Der Schweizer Rekord liegt bei 55,5 Meter.
Der Weltrekord liegt aktuell bei 78,64 Metern und wurde von einem Team aus Kalifornien 2013 in Long Beach aufgestellt.

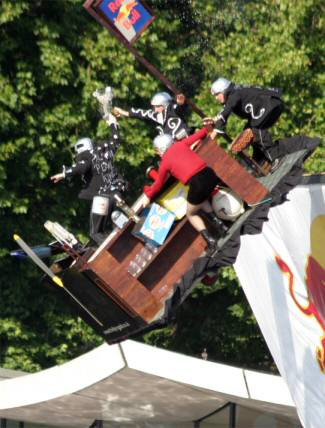
Red Bull Flugtag 2003 in London
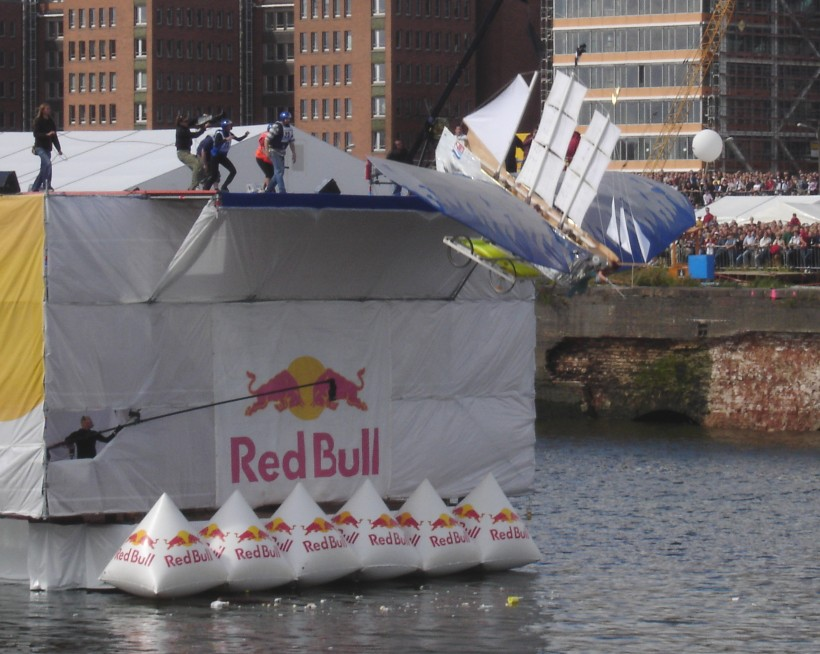
Red Bull Flugtag 2004 in Hamburg
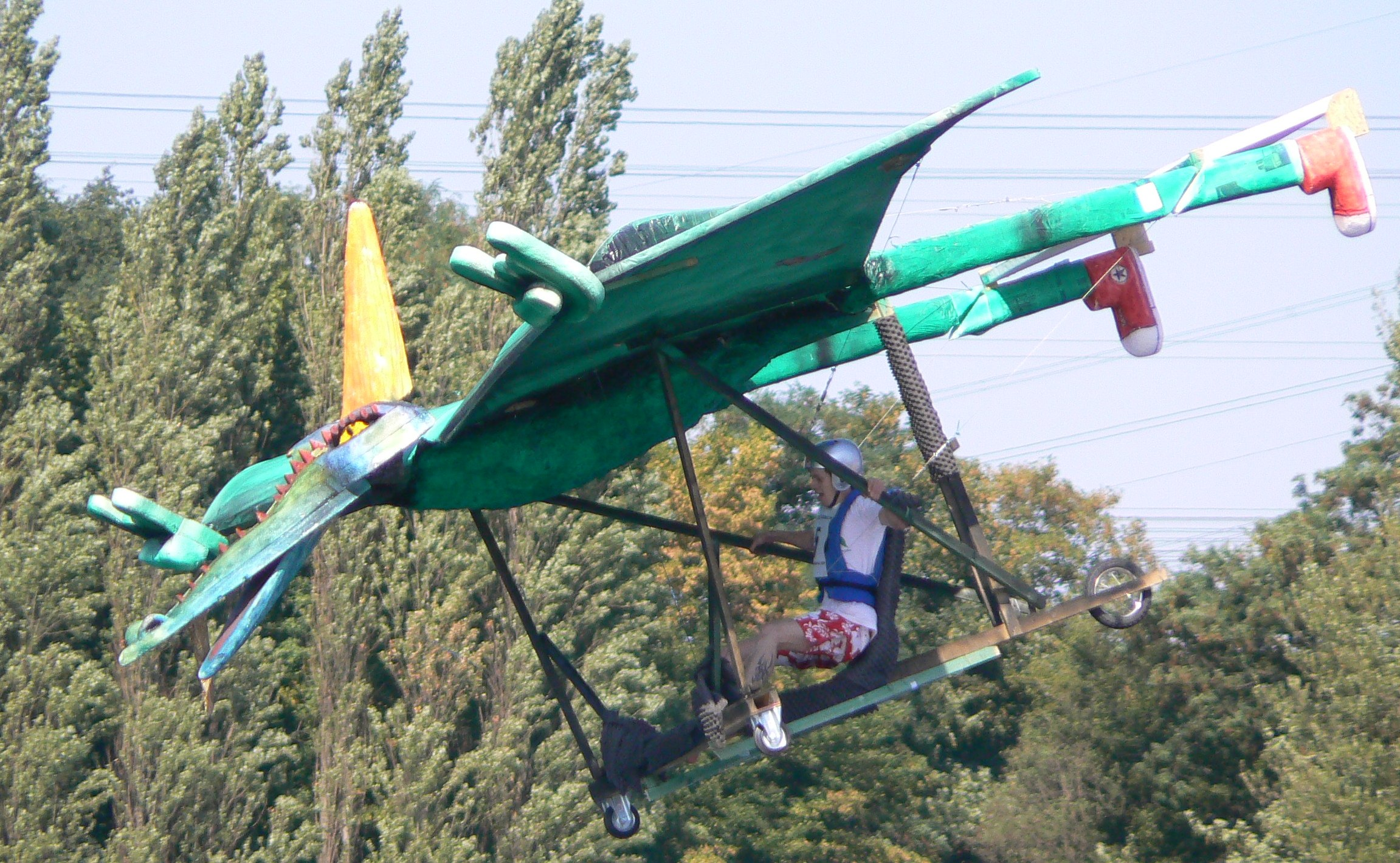
Red Bull Flugtag 2006 in Köln
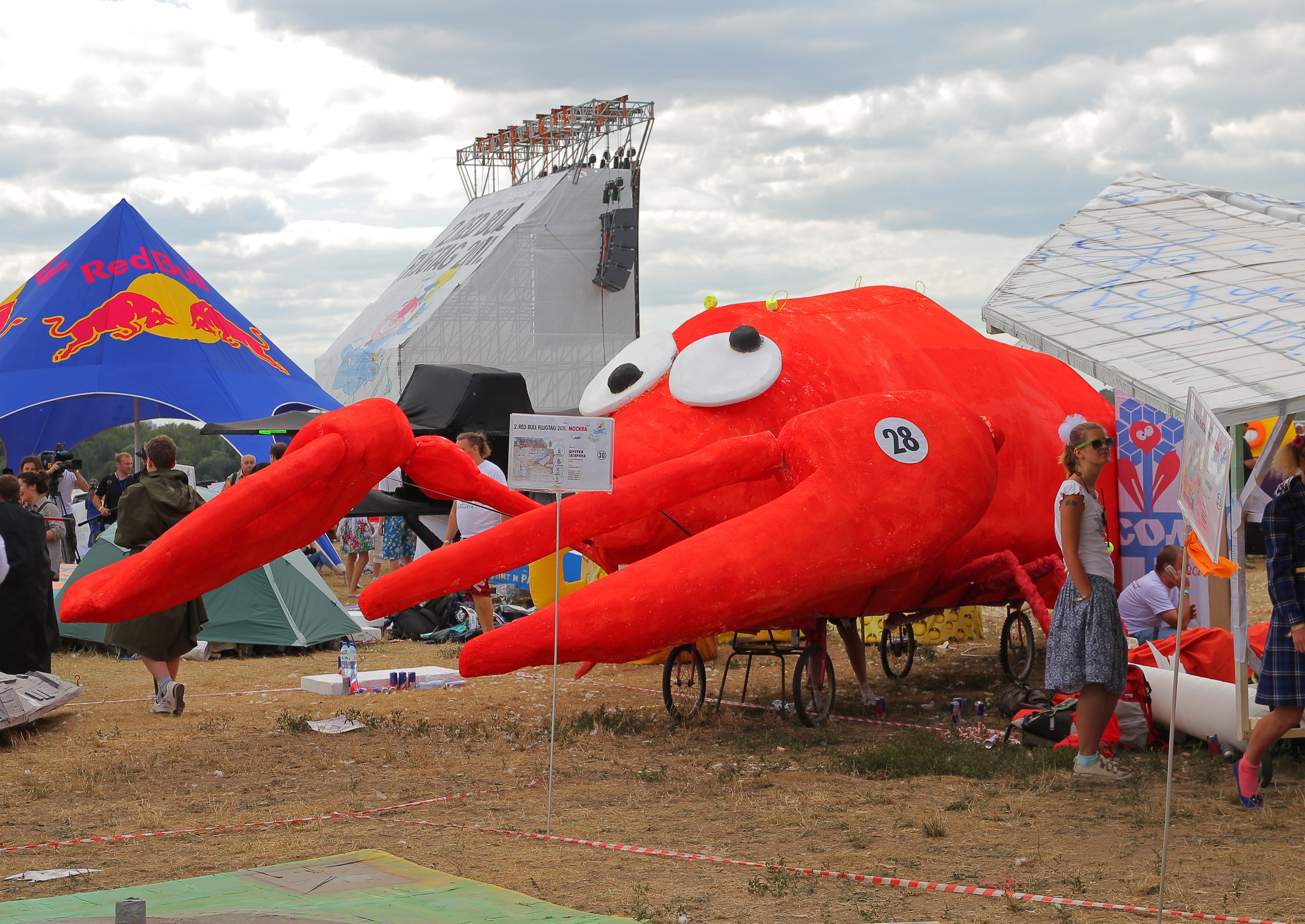
Red Bull Flugtag 2011 in Moskau
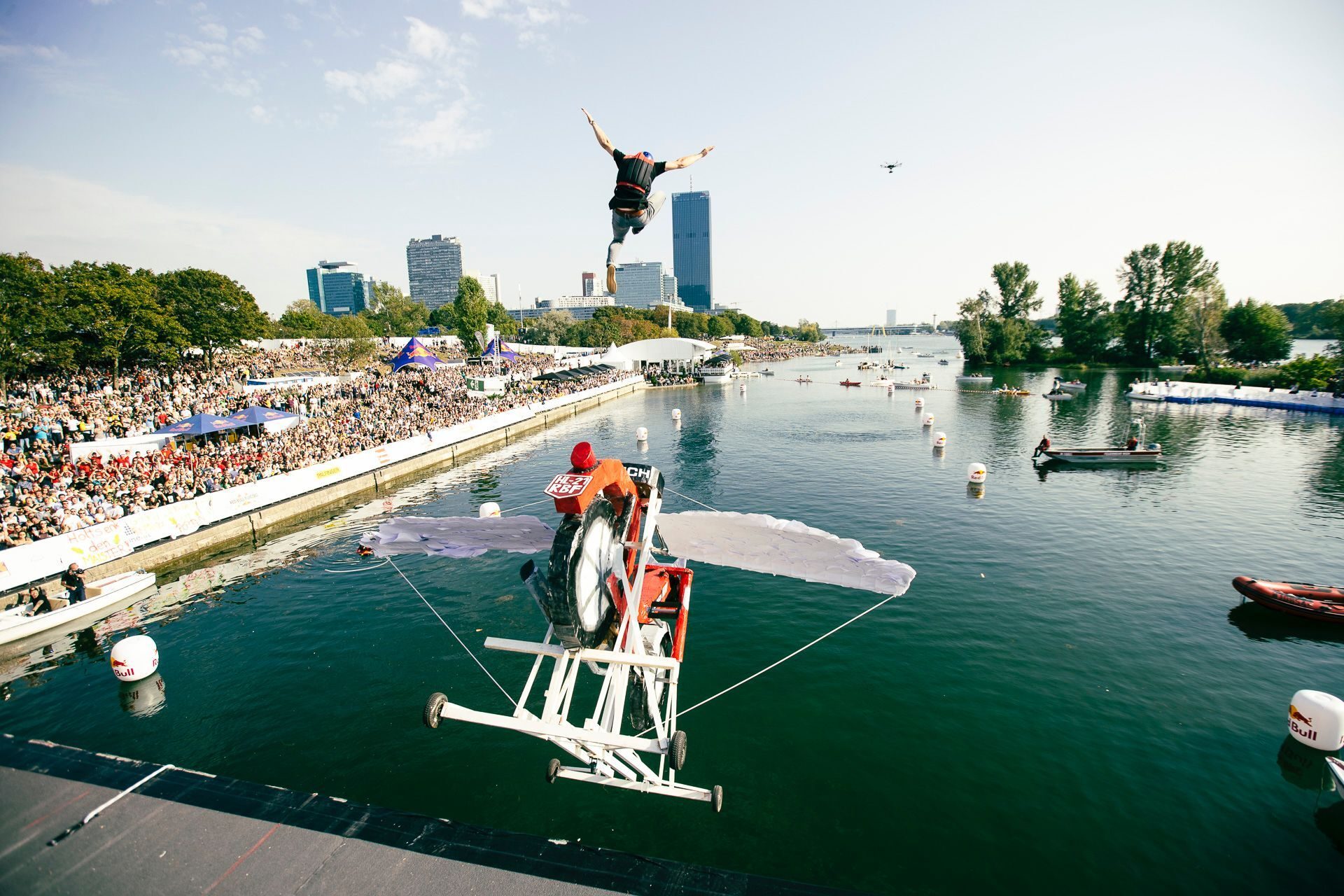
Team „Die Flügelmütter“ 2021 in Wien

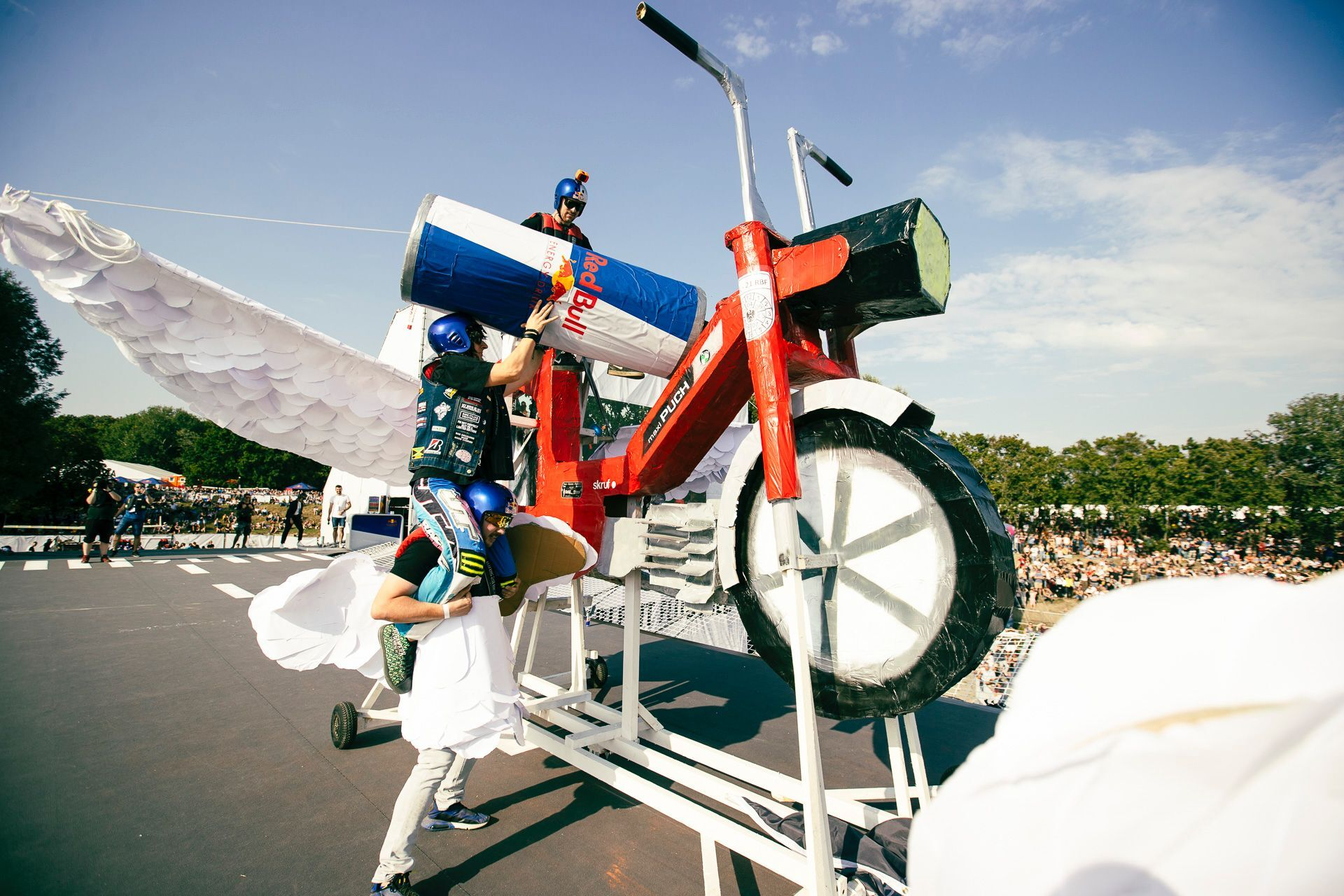
Fliegende Puch Maxi (Maßstab 3:1) 2021